# Hans Christian von Baeyer
Hans Christian von Baeyer (nacido en 1938) es un físico germano-estadounidense. Se desempeña como profesor rector de física en el College of William and Mary. Sus libros incluyen Information: The New Language of Science, Warmth Disperses and Time Passes: The History of Heat, and QBism: The Future of Quantum Physics.

## Biografía
Nació en Alemania y abandonó el país durante la Segunda Guerra Mundial. Se graduó en Columbia College en 1958 y recibió su maestría en la Universidad de Miami y su doctorado en la Universidad Vanderbilt. Es descendiente del geólogo y oficial militar alemán Johann Jacob Baeyer, cuyo hijo, Adolf von Baeyer, ganó el Premio Nobel de Química en 1905. En 1976, fue seleccionado como miembro de la Sociedad Estadounidense de Física.
Recibió el Premio de Periodismo Científico de la Asociación Estadounidense para el Avance de la Ciencia y el Premio Nacional de Revista en la categoría "Ensayos y Crítica", que cita su "gracia literaria poco común". Además, también ganó el premio Andrew Gemant 2005 por escritura científica, por una prosa "nítida, cautivadora e iluminadora" con "profundidad, pasión y claridad" en las ideas transmitidas.

## Publicaciones seleccionadas
- Baeyer, Hans Christian von (1984). Rainbows, Snowflakes, and Quarks: Physics and the World Around Us. New York: McGraw-Hill.
- Baeyer, Hans Christian von (1993). The Fermi solution: Essays on Science. New York: Random House. ISBN 0-679-40031-1.
- Baeyer, Hans Christian von (1994). Taming the Atom: The Emergence of the Visible Microworld (Penguin Science). London, England: Penguin Books Ltd. ISBN 0-14-015621-6.
- Baeyer, Hans Christian von (July 1995). «Black holes, ants, & roller coasters». Discover 16 (7): 54-61.
- Baeyer, Hans Christian von (1999). Warmth Disperses and Time Passes: The History of Heat. New York: The Modern Library. ISBN 0-375-75372-9. OCLC 633751312.
- Baeyer, Hans Christian von (2004). Information: The New Language of Science. Cambridge: Harvard University Press. ISBN 0-674-01387-5.
- Baeyer, Hans Christian von (2016). QBism: The Future of Quantum Physics. Cambridge, Mass.: Harvard University Press. ISBN 9780674545342. OCLC 984642826.